# Drina

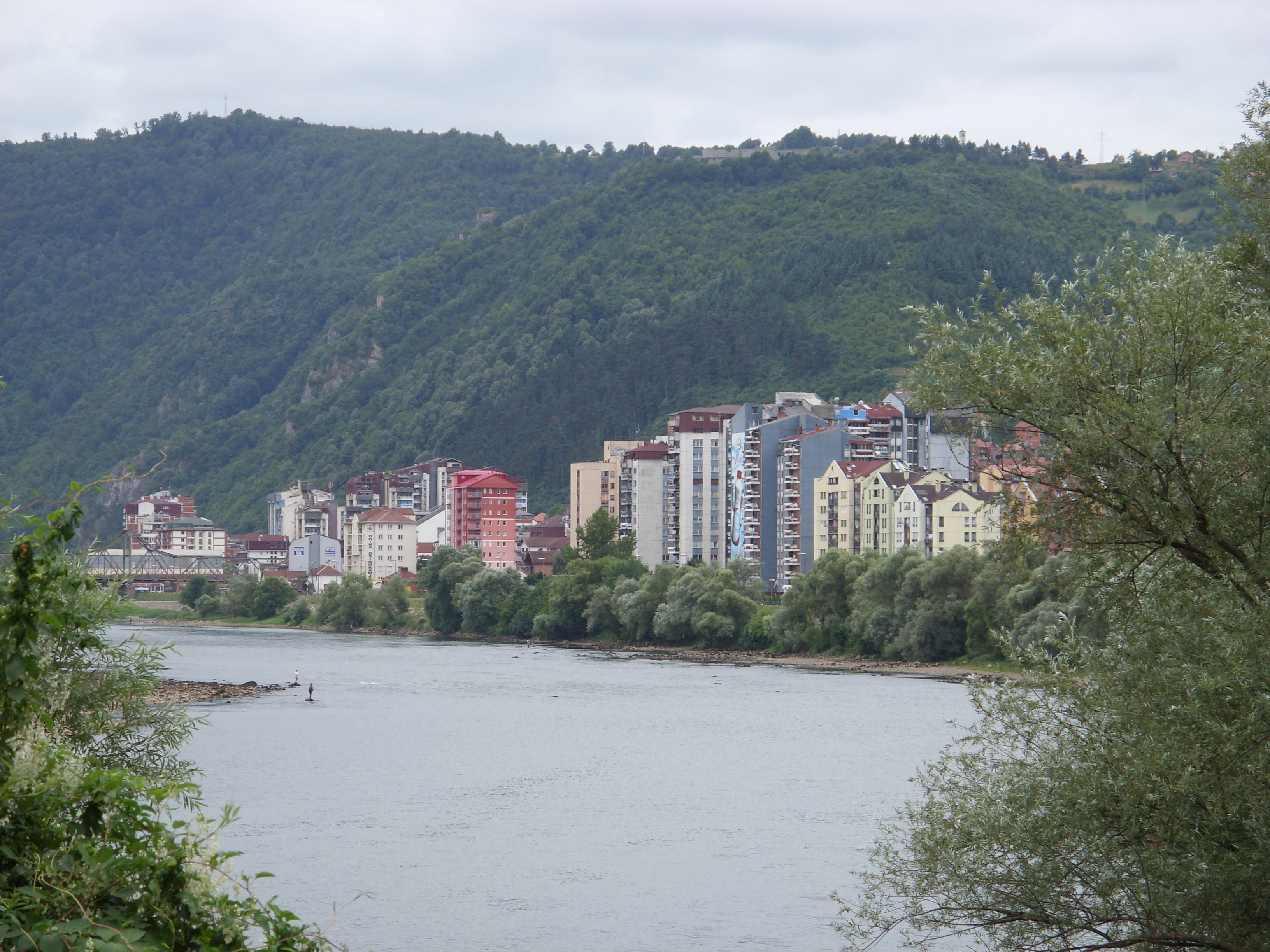
Die Drina in Zvornik

Die Drina (serbisch-kyrillisch Дрина, Aussprache: [ˈdrîːna]) ist ein rechter und der größte Nebenfluss der Save, der über die Donau in das Schwarze Meer entwässert. Sie bildet auf einem großen Teil ihres Verlaufs die Grenze zwischen Bosnien und Herzegowina und Serbien. Zusammen mit der Tara, einem der beiden Quellflüsse, erreicht die Drina 486 km Länge und hat ein Einzugsgebiet von 19.926 km². Als wasserreichster Fluss des Dinarischen Gebirges bildet sie zugleich dessen bedeutendstes hydrologisches System. Aufgrund des hohen Gefälles und der zahlreichen Engstrecken sind die Drina und ihre Nebenflüsse hydroenergetisch von großer Bedeutung.

## Geographie

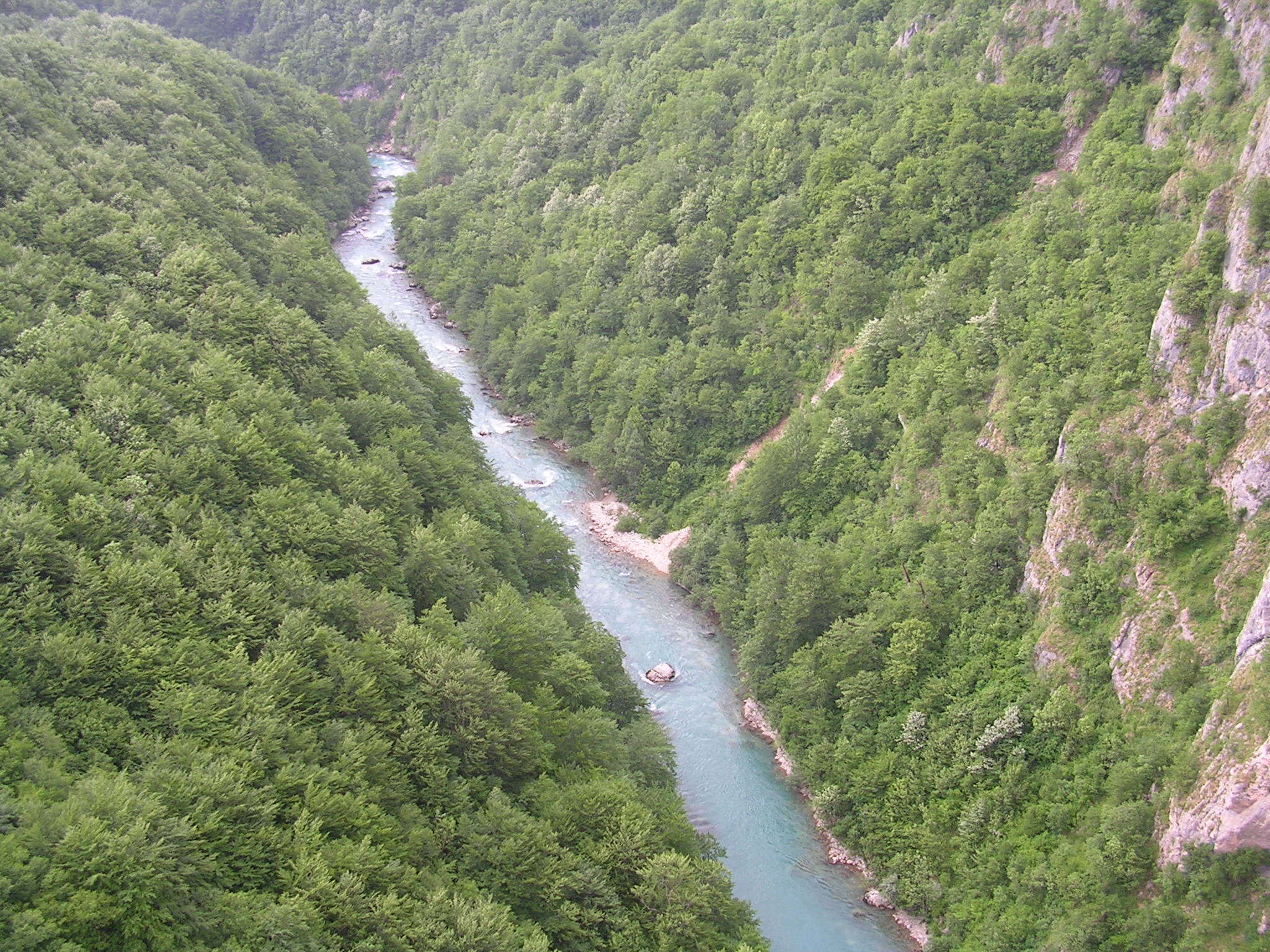
Die Tara, einer der zwei Quellflüsse der Drina

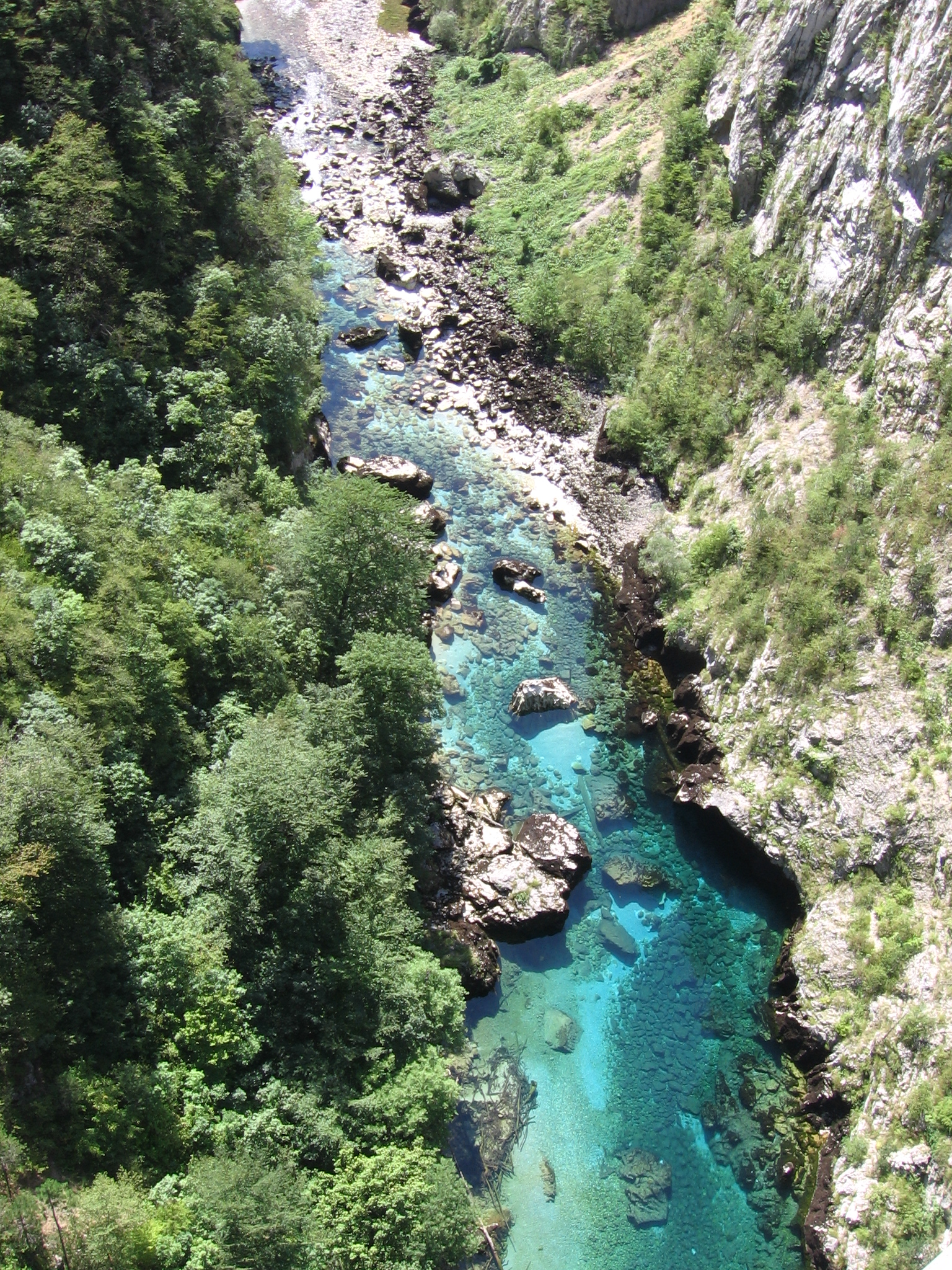
Die Piva, der zweite Quellfluss der Drina

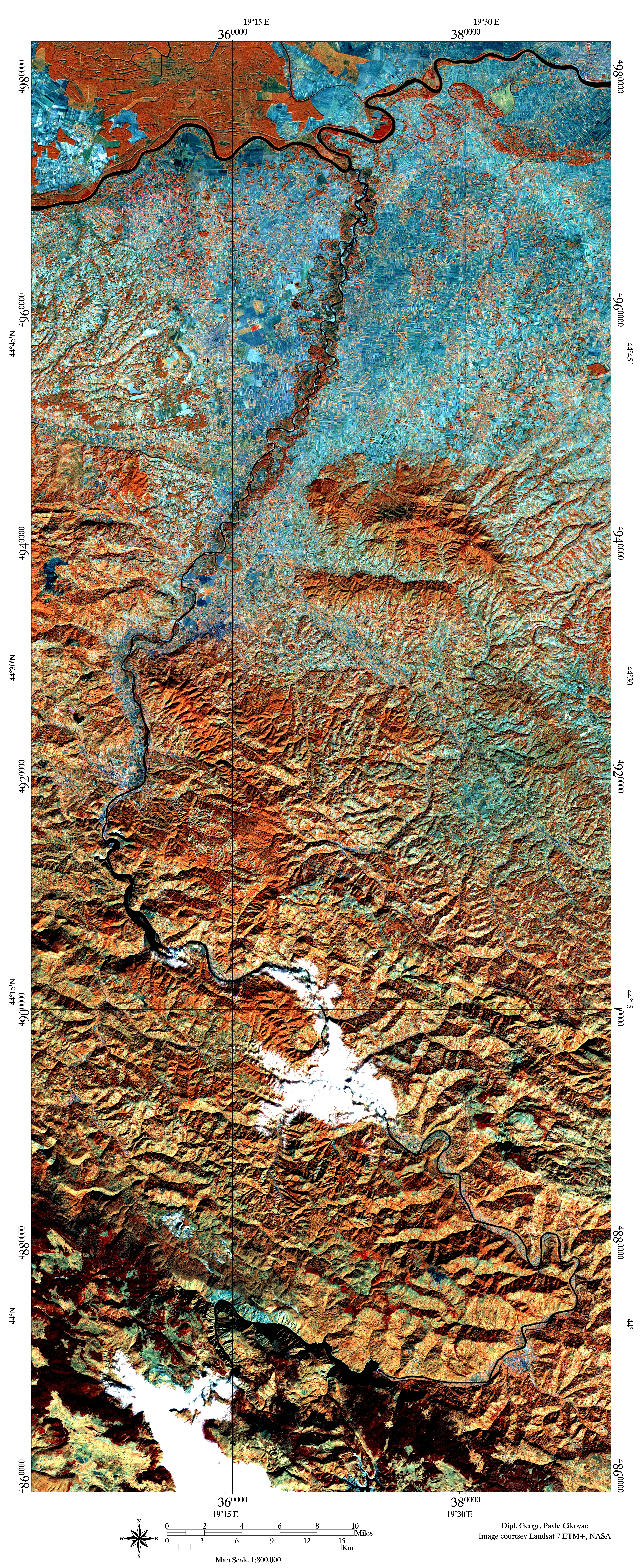
Unterlauf der Drina vom Tara-Gebirge bis zur Savemündung, Landsat 7 ETM+ Szene

Die Drina entspringt mit ihren Quellflüssen Tara und Piva in der Hochkarstzone der Zentraldinariden und entwässert zum Schwarzen Meer. Die Quellflüsse verlaufen entlang der tektonischen Struktur der Hochkarstdecke in Nordnordwest-Streichrichtung. Die schwer erodierbaren massigen Kalke der Hochdinariden ließen dabei fast nur ungangbare tiefe Canyontäler mit schmaler Sohle entstehen. Daher sind hier kaum Siedlungen an den Flussläufen zu finden, und erst durch die eisenbahntechnische Durchquerung der Hochdinaridenzone des schwer gangbaren Montenegro mittels der Bahnstrecke Belgrad–Bar sowie moderne Straßenverbindungen wurden auch die Täler von Piva und Tara verkehrstechnisch erschlossen. Ab dem Zusammenfluss von Piva und Tara bei Šćepan Polje/Hum verläuft das Drinatal als typisches Durchbruchstal, das mit mehreren großen abrupten Laufänderungen (u. a. das Drinaknie mit der heute überfluteten Drinaschlucht zwischen Javor- (Zlovrh, 1526 m) und Zvijezda-Gebirge (Veliki stolac, 1673 m)), das bosnisch-westserbische Bergland durchfließt.

### Geologie
In dem fast 20.000 km² fassenden Einzugsgebiet der Drina herrscht ein überwiegend einfacher geologischer Aufbau. Im Oberlauf überwiegen Dolomite der mittleren und oberen Kreide, Kalksteine, sowie klastische Sedimente. Das Einzugsgebiet der Sutjeska wird von Werfener Schichten gebildet. Den Mittellauf zwischen Foča und Goražde bestimmen klastische Sedimente, Phyllite, Kalke und Schiefer des Paläozoikums. Der Unterlauf ist aus neogenen Sedimenten aufgebaut. Alluviale Schwemmsande und -lösse begleiten das Drinatal insbesondere im Unterlauf, Schotterbänke finden sich zahlreich am Ober-, Mittel- und Unterlauf.

### Hydrologie
Das Abflussregime der Drina gehört zu den typischen nivo-pluvialen Regimen (Schnee-Regen-Regimen) mit einem primären Wasserhochstand im April sowie einem sekundären im Dezember. Da der Hauptteil des Laufes durch Gebirge, der Oberlauf gänzlich in den Hochgebirgen der Dinariden, erfolgt, sind die Quellflüsse der Drina aufgrund von Schneeschmelze und Niederschlagsreichtum wasserreich, zeigen hohe Gefälle und dementsprechend sind sie auch durch hohe Abflusskoeffizienten gekennzeichnet. Das Gefälle erreicht auf etwa 500 km Lauflänge nahezu 2000 m (Quelle auf ca. 2000 m Höhe, Mündung auf ca. 80 m). Neben Tara und Piva ist vor allem der Lim der wichtigste Zufluss. Zusammengenommen ist das Einzugsgebiet 19.926 km² groß (davon entfallen 5963 km² auf den Lim, 1853 km² auf die Tara und 1602 km² auf die Piva).

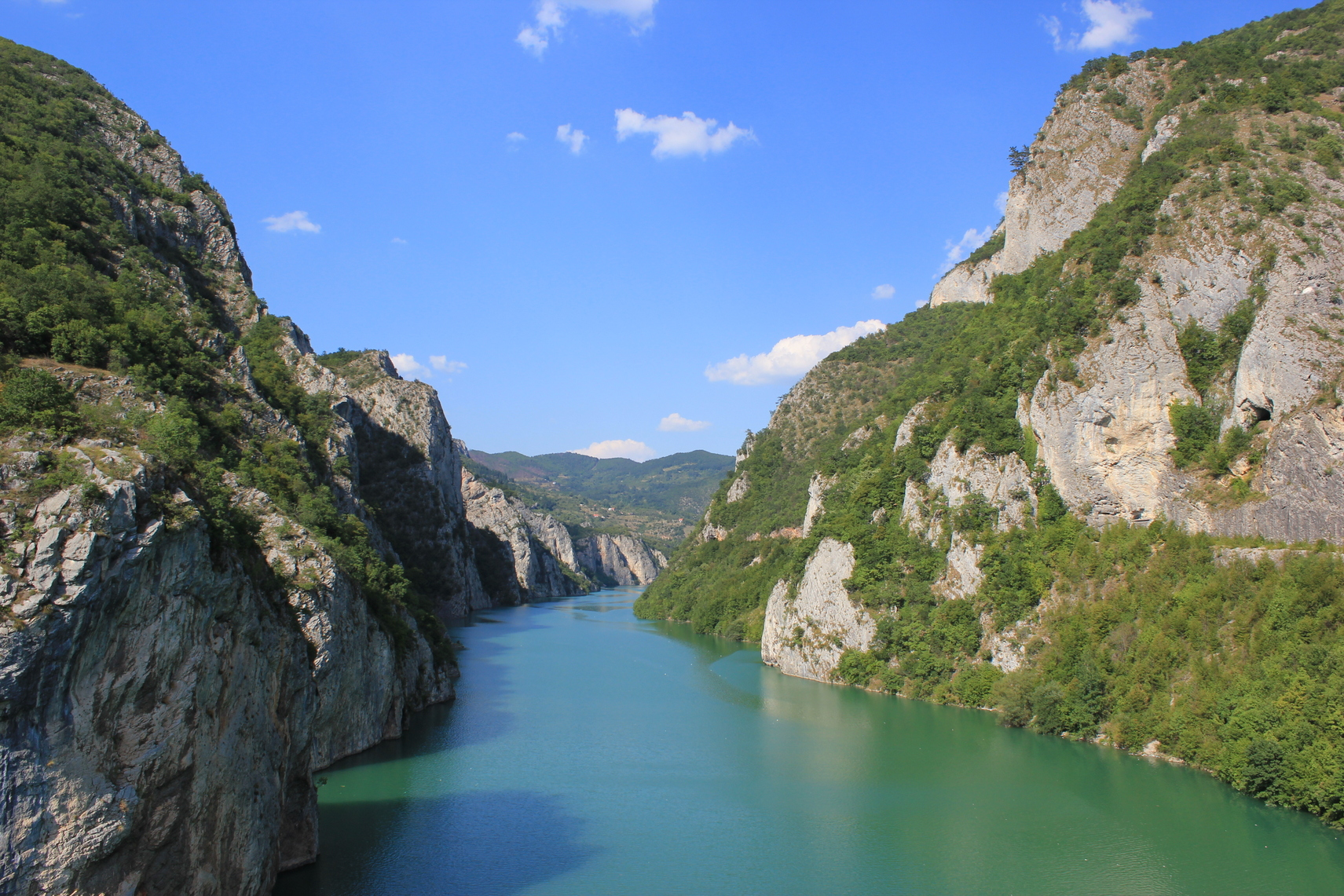
Der Drina-Canyon nahe Višegrad

Mit einer mittleren Abflussmenge von 395 m³/s an der Mündung ist die Drina der wasserreichste Zufluss der Save.
Die Drina war vor der Errichtung von mehreren Stauwehren für extreme Hochwasser bekannt. Am 27. März 1896 flossen nach dem Zusammenfall heftiger Regenfälle mit der Schneeschmelze 9500 m³/s (zum Vergleich: Normalabfluss der Donau bei Belgrad: 5600 m³/s) Wasser am Mittellauf der Drina ab und zerstörten dabei mehrere Ortschaften. Die Hochwassermarke erreichte mit 16 m eine Größenordnung, wie sie außerhalb der Tropen selten gemessen wird. Durch das Hochwasser war beispielsweise die Brücke in Višegrad in den Wassermassen nicht mehr zu sehen.

### Lauf
Vom Zusammenfluss der beiden Quellflüsse bis zu ihrer Mündung ist die eigentliche Drina 346 km lang. Wichtige Städte an der Drina sind Foča, Goražde, Višegrad und Zvornik in Bosnien, sowie Bajina Bašta und Loznica in Serbien. Wegen ihres auf den hohen Kalkgehalt zurückzuführenden grünlich schimmernden Wassers wird der Fluss auch Zelenka („die Grüne“) genannt.
Besonders in ihrem Oberlauf fließt die Drina stark mäandernd durch Schluchten und enge Gebirgstäler, weswegen sie als einer der schönsten Flüsse auf dem Balkan gilt.
Der Lauf der Drina kann in vier natürliche Bereiche gegliedert werden: Quellflüsse der Tara und Piva, Oberlauf der Drina nach Zusammenfließen der beiden, Mittellauf und Unterlauf.

#### Quellflüsse
Die beiden Quellflüsse der Drina, Piva und Tara, fließen im nordwestlichen Montenegro. Die 141 km lange Tara entspringt im Komovi, einem Bergstock des Prokletije, auf etwa 2000 m Höhe. Ebenso wie die Tara ist auch die im Morača-Gebirge entspringende 91 km lange Piva ein typischer Karstfluss mit wenigen Nebenflüssen, die steile Canyons ins Karsthochland Nordmontenegros erodiert haben.
Der Oberlauf mit den Quellflüssen der Tara und Lim nimmt die zentrale Hochgebirgsregion des Durmitor in Nordmontenegro ein und ist Teil der dinarischen Hochkarstzone. Diese stark verkarstete Region ist durch die Zuflüsse zu Tara und Piva in tiefe Schluchten und Klammen zertalt. Mit 3502 km² nimmt der Oberlauf 17,6 % des Einzugsgebietes ein.

#### Oberlauf
Den Namen Drina trägt der Fluss ab dem Zusammenfluss der beiden Quellflüsse bei Šćepan Polje an der montenegrinisch-bosnischen Grenze. Nach Zusammentreffen von Tara und Piva beginnt der 92 km lange Oberlauf der eigentlichen Drina bis Višegrad. Oberhalb von Višegrad nimmt die Drina den wasserreichen Lim auf. Mit 10.425 km² Fläche nimmt der Drina-Oberlauf damit 52,3 % des Einzugsgebietes ein.

#### Mittellauf
Der 163 km lange Mittellauf nimmt den heute aufgestauten Teil des bis 1000 m tiefen Drina-Canyons am Zvijezda- und Tara-Gebirge sowie das durch starke Laufänderungen geprägte Drina-Tal zwischen Višegrad und Zvornik ein. Der Mittellauf hat mit 3866 km² 19,4 % vom Einzugsgebiet.

#### Unterlauf
Hinter Zvornik beginnt der 91 km lange Unterlauf, der durch die Ausprägung aller Charakteristika eines Tieflandflusses (Mäander, Altarme, Dammbildung, Laufverlegung) geprägt ist. Das Einzugsgebiet des Unterlaufes nimmt eine Fläche von nur 2133 km² (10,7 %) ein.
Die Mündung der Drina in die Save liegt heute unterhalb von Sremska Rača.

#### Zuflüsse
Wichtigster Zufluss der Drina ist rechtsseitig der Lim. Dieser entspringt im Prokletije und fließt im Oberlauf bis zum See von Plav. Teile der Limquellflüsse liegen in Trogtälern ehemaliger pleistozäner Talgletscher (Ropojani und Grbaja). Da der Oberlauf der Drina und insbesondere Piva und Tara überwiegend durch den Dinarischen Karst verläuft, sind kleinere Zuflüsse nur durch periodische Wasserführung (z. B. die Sušica im Durmitor und Komarnica) gekennzeichnet. Starke Karstquellen (z. B. Pivsko oko mit 23 m³/s, ehemals stärkste Karstquelle, die heute durch den Piva-Stausee überflutet ist) mit kurzem Lauf sind für diesen Bereich daher typisch.
Die Wassermassen der Drina setzen sich insbesondere aus jenen von Lim 113 m³/1 (28,6 %), Tara 77 m³/s (19,5 %), Piva 73 m³/s (18,7 %), Čeotina 22 m³/s (5,6 %) Drinjača 21 m³/s, Prača 21 m³/s (je 5,3 %) sowie Sutjeska 13 m³/s, Jadar 10 m³/s und Rzav 8 m³/s zusammen.

## Geschichte
Historisch stellte die Drina (lateinisch Drinus) lange Zeit die natürliche Grenze zwischen dem Weströmischen und dem Oströmischen Reich dar, woraus später auch die Grenze zwischen dem orthodoxen und dem katholischen Glauben entstand. Diese Vergangenheit, verbunden mit dem Einfluss des Islam während der osmanischen Herrschaft, prägten und prägen bis in die Gegenwart die gesellschaftlichen Verhältnisse entlang der Drina. Neben vielen Jahrhunderten multikulturellen Zusammen- und Nebeneinanderlebens gab es auch immer wieder kriegerische Auseinandersetzungen. So fand hier während des Ersten Weltkriegs 1914 die Schlacht an der Drina zwischen den österreichisch-ungarischen und den serbischen Truppen statt. Während des Bosnienkriegs 1992 bis 1995 gelangten dann die als UN-Schutzzonen definierten und zuvor mehrheitlich muslimisch bewohnten Städte Srebrenica, Žepa und Goražde zu trauriger Berühmtheit.

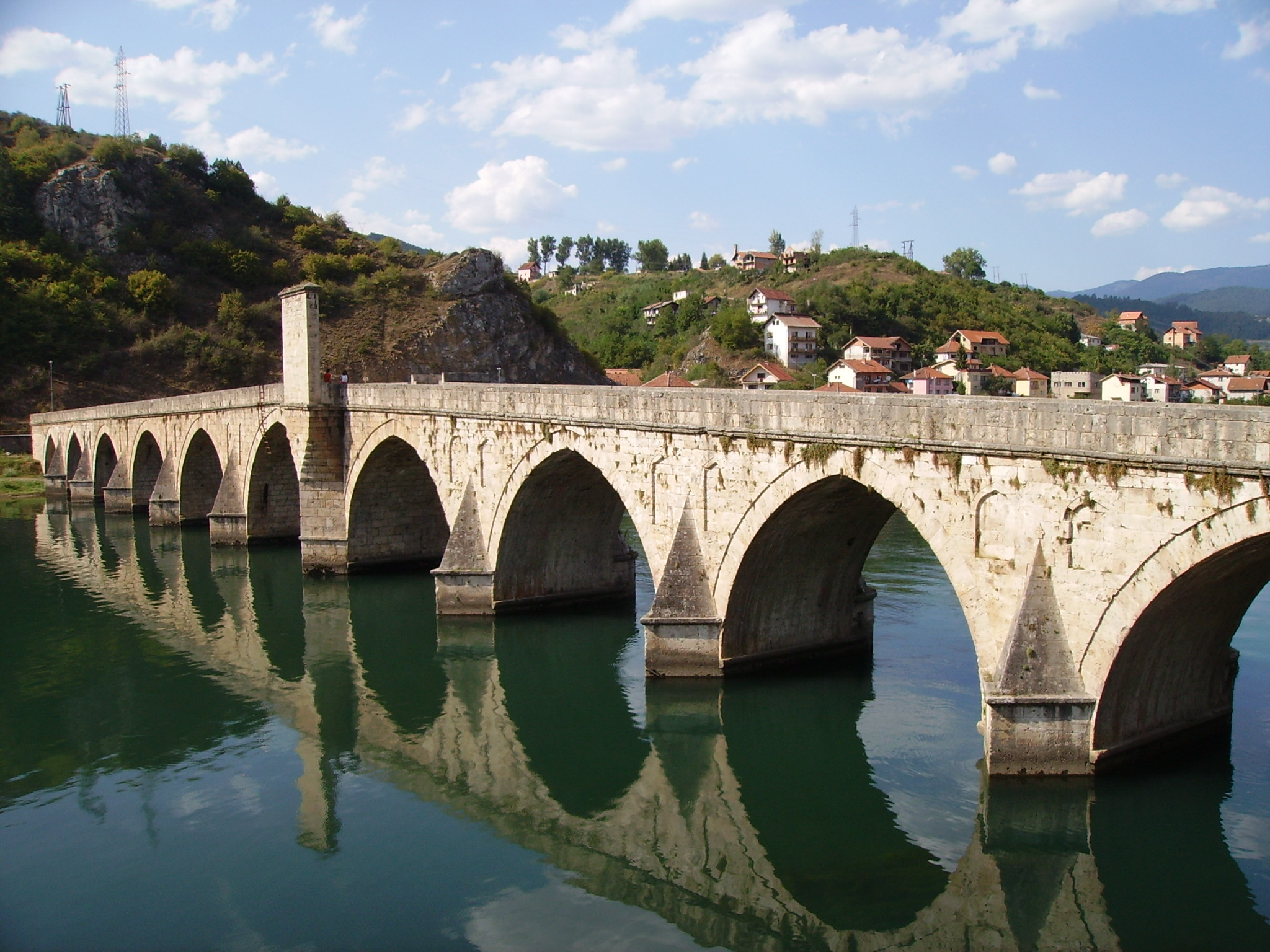
Die Mehmed-Paša-Sokolović-Brücke über die Drina in Višegrad.

In seinem Werk Die Brücke über die Drina (im Original Na Drini ćuprija) hat der in Višegrad aufgewachsene Schriftsteller und Nobelpreisträger Ivo Andrić dem Fluss, der Stadt und seinem Land ein künstlerisches Denkmal gesetzt.
Seit 1968 gibt es bei Bajina Bašta das Drina-Flusshaus auf einer natürlichen Flussinsel.
In den ersten Dezembertagen 2010 führten Drina, Lim und weitere Nebenflüsse nach heftigem Dauerregen ihr höchstes Hochwasser seit mehr als hundert Jahren. Zahlreiche Orte, darunter Foča, Goražde, Višegrad, Bratunac, Zvornik und Ortsteile von Bijeljina, standen großflächig unter Wasser. Mehrere Tausend Anwohner mussten evakuiert werden.

## Wirtschaft

### Energie

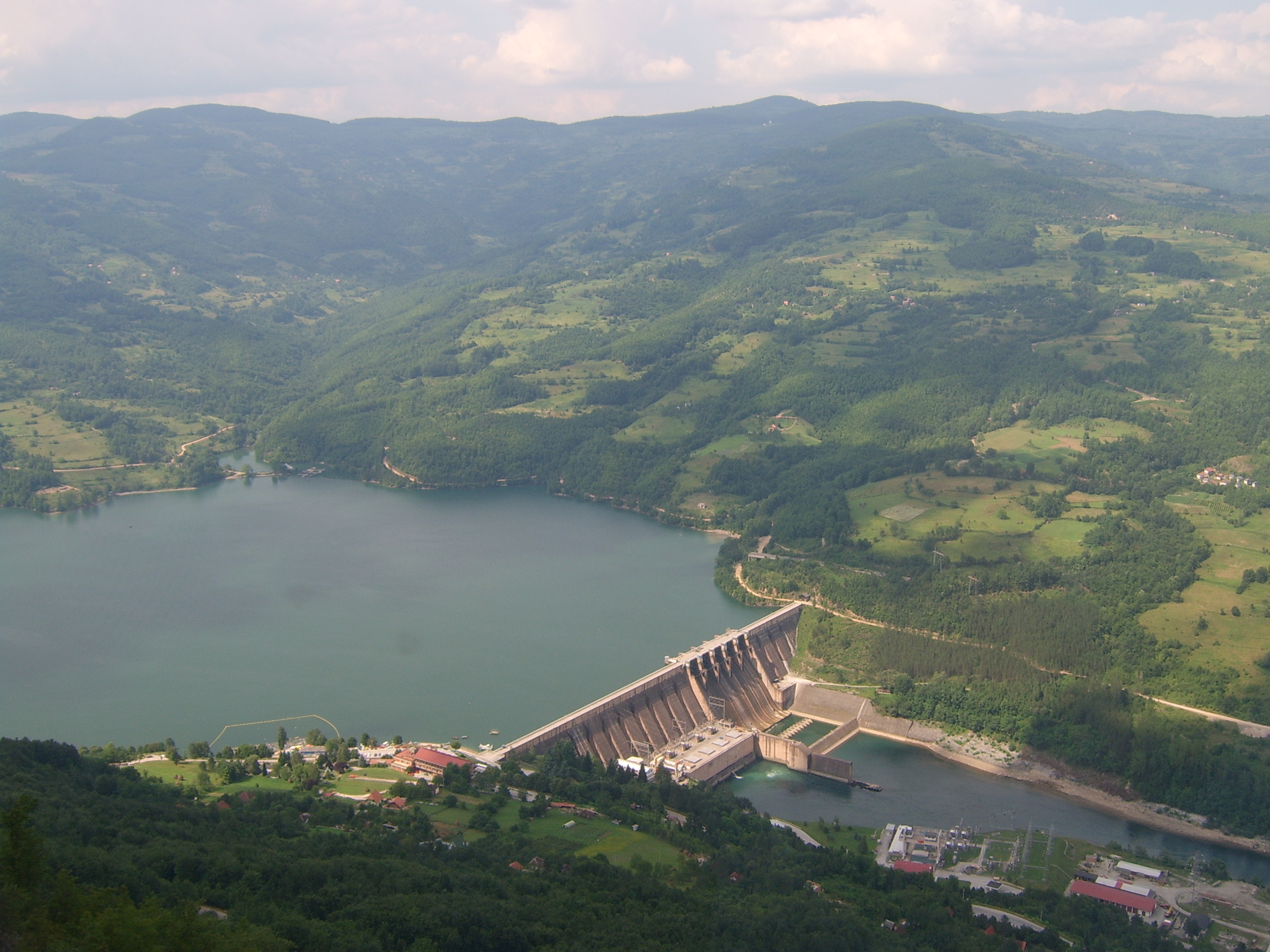
Der Perućacsee

Die Drina ist für die Stromerzeugung der wichtigste Fluss des Westbalkans. Mehrere Stauseen und Wasserkraftwerke finden sich am Mittellauf der Drina. Darüber hinaus ist auch die Piva aufgestaut. Planungen, die Tara ebenso aufzustauen, sind bisher am Widerstand der Bevölkerung gescheitert.
Zwischen Višegrad und Peručac fließt das Wasser der Drina auf etwa 50 km Länge durch den Perućačko Jezero genannten Stausee. Die Höhe des Staudamms bei Perućac beträgt dabei 93 m. Weiter nördlich durchfließt es den Zvorniksee, dessen Stauwerk südlich der namengebenden Stadt steht.

### Erzlagerstätten
Im Oberlauf der Drina liegen einige seit dem Altertum erschlossene und dadurch auch am besten bekannten Antimonlagerstätten im westlichen Serbien nahe der bosnischen Grenze. Das Antimonerzgebiet von Zajaca-Kostajnik bei Loznica liegt in einem von permokarbonischen Schiefern und Kalken der Trias aufgebauten Gebiet, das stark gestört ist und an zahlreichen Stellen Durchbrüche von jungtertiären Trachyten und Andesiten aufweist. Die Silbererzlagerstätten von Srebrenica in Bosnien gehörten im Mittelalter zu den größten Europas, sind aber heute erschöpft.

### Müllproblem/Verfehlte Müllpolitik
2023 wurde auf einem Abschnitt des Flusses ein massives Müllproblem festgestellt: Rostige Fässer, Altreifen, Treibholz, Kühlschränke und Zehntausende von Plastikflaschen bedecken kilometerweit das Wasser des Flusses. Abhilfe ist nicht in Sicht, denn die Verantwortlichen tun sich schwer, eine gemeinsame Strategie gegen den Müll zu entwickeln. Verursachende sind unter anderem Montenegriner und Bosnier: Sie entsorgen ihren Müll in die Drina oder in ihre Nebenflüsse. Ob Verhandlungen zwischen Montenegro, Bosnien und Herzegowina und Serbien zu einer Lösung dieses Problems führen, bleibt abzuwarten.